# Terra de Badajoz
Terra de Badajoz (em castelhano: Tierra de Badajoz) é uma comarca da Espanha, na província de Badajoz, comunidade autónoma da Estremadura. Ocupa a parte noroeste da província, tem 2 788 km² de área e em 2021 tinha 179 869 habitantes. A maior parte da população concentra-se na capital, a cidade de Badajoz, que no mesmo ano tinha 150 610 habitantes.
| Limites da comarca da Terra de Badajoz |                      |                                                   |
| Província de Cáceres                   | Província de Cáceres | Província de Cáceres                              |
| Portugal                               |                      | Tierra de Mérida - Vegas Bajas                    |
| Portugal                               | Llanos de Olivenza   | Tierra de Mérida - Vegas Bajas Llanos de Olivenza |

## Municípios da comarca
| Município                | Área (km²) | População (2021) | Densidade (hab./km²) |
| ------------------------ | ---------- | ---------------- | -------------------- |
| La Albuera               | 26,4       | 2 026            | 76,7                 |
| Alburquerque             | 723,2      | 5 245            | 7,3                  |
| Badajoz                  | 1 470,0    | 150 610          | 102,5                |
| La Codosera              | 69,6       | 2 049            | 29,4                 |
| Guadiana                 | 31,0       | 2 465            | 79,5                 |
| Pueblonuevo del Guadiana | 30,9       | 1 989            | 64,4                 |
| San Vicente de Alcántara | 275,3      | 5 340            | 19,4                 |
| Talavera la Real         | 61,5       | 5 311            | 86,4                 |
| Valdelacalzada           | 32,4       | 2 731            | 84,3                 |
| Villar del Rey           | 98,9       | 2 103            | 21,3                 |